# 글랜우드프라이빗에쿼티
글랜우드프라이빗에쿼티(영어: Glenwood Private Equity)는 대한민국의 사모펀드 운용사이다.

## 역사
2012년 광양선박 인수를 위해 조선내화와 컨소시엄을 이뤄 500억원대 입찰하여 우선협상대상자로 선정되었다가 인수 의사를 접은 바 있다.
아이젠인베스트먼트가 분사해 2015년 회사명을 아이젠투자자문으로 변경하였다.

## 출자
2025년 글랜우드PE 3호 블라인드펀드에 파빌리온 캐피털, 캐나다 연기금과 싱가포르 국영 투자사, 국민연금, 한국교직원공제회 등이 출자하였다.

## 실적
2009년 KB투자증권과 사모투자회사를 설립하고 법정관리를 받고 있는 파워넷을 760억원에 인수하였다.
4103억원에 SKC와 SK피유코어의 지분 100%를 인수하는 내용의 본계약을 체결했고 SK케미칼의 제약사업부 인수도 협상중이며 LG화학의 진단사업부를 인수하였다. 과거 동양매직 인수에 컨소시엄을 구성해서 참여한 바 있다.
2016년 프랑스 라파즈홀심그룹의 한라시멘트를, 2018년에는 GS에너지의 서라벌도시가스·해양에너지를, 2019년 프랑스 생고뱅의 한국유리공업을 인수하였다
현재 이재현 CJ그룹 회장 장남인 이선호씨 지분과 이재환 CJ파워캐스트 대표 지분 등을 인수하여 CJ올리브영의 대주주이다.
2024년 올리브영의 지분을 전량 매각할 계획이다.
2024년 3222억원에 SGC그린파워의 지분 100%를 인수하였다.
2024년 부방그룹 수처리 자회사 3곳(테크로스환경서비스, 부곡환경, 테크로스워터앤에너지)를 약 2,600억원에 인수하려다가 철회하였다.
2025년 1조 4,000억원에 LG화학 워터솔루션사업부를 인수하였다.